# Bradata sova
Bradata sova (znanstveno ime Strix nebulosa) je dnevno-nočna ptica iz družine sov.

## Opis
Bradata sova je dobila svoje ime po značilnem bradi podobnem perju pod kljunom. Po velikosti sodi med srednje velike sove, saj zraste med 65 in 85 cm ter ima razpon peruti med 135 in 150 cm. Samice so praviloma večje od samcev in tehtajo povprečno okoli 1.400 gramov (samci povprečno le okoli 1.300).
Za to vrsto je značilna izrazita obrazna maska, ki jo sestavljajo koncentrični krogi. Oči so majhne in rumeno obrobljene, glava velika, brez ušesnih čopkov. Po celem telesu je sivo-rjavo pegasta le konice kril in repa so temne.
Oglaša se podobno kot lesna sova, le da v nižjih, bolj zamolklih tonih.

## Razširjenost
Življenjski prostor bradate sove so borovi in močvirski gozdovi severne Skandinavije, severne Rusije, Sibirije in Severne Amerike.
Hrani se pretežno z majhnimi glodalci kot so voluharji in lemingi, včasih pa tudi manjše in srednje velikimi pticami, ki jih lovi podnevi.
Gnezdi aprila in maja najpogosteje v opuščenih gnezdih drugih ptic.